# ديفيد هوغ (سياسي)
ديفيد هوغ هو سياسي أمريكي، ولد في 1962 في بيسمارك في الولايات المتحدة. نشط حزبياً في الحزب الجمهوري. وقد انتخب عضو مجلس ولاية داكوتا الشمالية ‏.